# Rychlik (województwo lubuskie)
Rychlik (niem. Reichen) – wieś w Polsce położona w województwie lubuskim, w powiecie sulęcińskim, w gminie Sulęcin. W pobliżu wsi znajduje się Jezioro Rychlickie.

## Historia
W 1322 piastowski książę Henryk IV Wierny dokumentem wydanym w Lubniewicach nadał wieś joannitom.
W latach 1975–1998 miejscowość położona była w województwie gorzowskim.

## Zabytki
Do wojewódzkiego rejestru zabytków wpisany jest: kościół ewangelicki, murowano-drewniany z 1758 roku; nie istnieje.